# Catskill
Catskill (Katskill), jedno od malenih plemena Munsee Indijanaca iz šire skupine Delaware, koji su živjeli u 17. stoljeću na Catskill Creeku, u okrugu Greene u New Yorku. Od engleskog pomorca Hudsona koji ih je posjetio 1609. nazivani su kao "loving people," ili "a very loving people" i imali su reputaciju vrlo miroljubivog naroda. Godine 1663. poglavica im je bio Long Jacob; a sachem iz 1682. zvao se Mahak Niminaw.